# Вернер Мільх
Вернер Вольфганг Ебергард Мільх (нім. Werner Wolfgang Eberhard Milch; 15 листопада 1903, Вільгельмсгафен — 17 листопада 1984, Гемер) — німецький юрист і офіцер, доктор права (20 травня 1930), майор резерву люфтваффе. Кавалер Лицарського хреста Залізного хреста.

## Біографія
Син фармацевта кайзерліхмаріне Антона Мільха і його дружини Клари, уродженої Веттер. Молодший брат генерал-фельдмаршала Ергарда Мільха.
В 1920/23 роках навчався в гімназії у Грюневальді, після чого навчався в Дрезденському вищому технічному училищі. В 1924 році протягом кількох тижнів пройшов підготовку в 2-му артилерійському полку. З 1925 року вивчав право в університеті Фрідріха-Вільгельма. 28 червня 1928 року склав перший державний іспит з права. Працював в юридичній фірмі Еріха Кох-Везера, з 1933 року — в берлінському філіалі GASAG. В 1937 році зарахований в резерв 3-го артилерійського полку.
26 серпня 1939 року призваний в штаб 603-го артилерійського полку. Учасник Польської і Французької кампаній, а також Німецько-радянської війни. 17 грудня 1941 року переведений в люфтваффе і призначений в 5-ту батарею 1-го артилерійського полку 7-ї авіадивізії. З серпня 1942 року — командир 4-ї батареї 2-го артилерійського полку. В червні 1943 року переведений в 2-гу парашутну дивізію. З 22 грудня 1943 року — командир 2-го дивізіону 2-го артилерійського полку, з 21 березня 1944 року — 2-го парашутного гранатометного батальйону. З квітня 1944 року служив в штабі 2-го дивізіону 2-го артилерійського полку. З серпня 1944 року — командир парашутного гранатометного навчального і експериментального батальйону. 8 травня 1945 року взятий в полон.
Після звільнення працював юристом. На Нюрнберзькому процесі у справі Ергарда Мільха захищав свого брата як помічник адвоката Фрідріха Бергольда. Пізніше працював юристом в Гемері до кінця життя.

## Звання
- Єфрейтор резерву (1 березня 1937)
- Унтерофіцер резерву (20 серпня 1937)
- Вахмістр резерву (16 вересня 1937)
- Лейтенант резерву (1 березня 1939)
- Оберлейтенант резерву (31 жовтня 1941)
- Гауптман резерву (23 січня 1943)
- Майор резерву (1 січня 1945)

## Нагороди
- Рятувальна медаль
- Залізний хрест
  - 2-го класу (16 травня 1940)
  - 1-го класу (18 лютого 1942)
- Нагрудний знак «За поранення»
  - в чорному (19 липня 1941)
  - в сріблі (листопад 1943)
- Нагрудний знак люфтваффе «За наземний бій» (1 липня 1942)
- Нагрудний знак парашутиста люфтваффе (19 жовтня 1942)
- Медаль «За зимову кампанію на Сході 1941/42» (15 грудня 1942)
- Нарукавна стрічка «Африка»
- Медаль «За італо-німецьку кампанію в Африці» (Королівство Італія; 5 березня 1943)
- Нарукавна стрічка «Крит» (1 травня 1943)
- Німецький хрест в золоті (15 квітня 1944)
- Лицарський хрест Залізного хреста (9 січня 1945)